# Bandit (Movie Park Germany)
Bandit [ˈbændɪt], bis 2004 Wild Wild West, ist eine Holzachterbahn des Herstellers Roller Coaster Corporation of America und steht im Movie Park Germany (Bottrop-Kirchhellen, Nordrhein-Westfalen, Deutschland).
Bandit war zu dieser Zeit die einzige Holzachterbahn in Deutschland und wird auch als die erste „moderne“ Holzachterbahn Deutschlands bezeichnet. Sie wurde 1999 als Wild Wild West eröffnet. Nach der Übernahme der Warner Bros. Movie World Germany im Jahre 2004 durch StarParks fährt sie seit 2005 unter dem Namen Bandit. In der Saison 2009 war Bandit lange Zeit aufgrund von technischen Problemen außer Betrieb, fährt aber seit Saisonstart 2010 wieder.
Ende Mai 2013 wurde Bandit erneut geschlossen, da das Fahrverhalten nicht mehr den gewünschten Anforderungen des Parks entsprach. Seit dem 16. August 2013 ist die Bahn wieder in Betrieb.

## Fahrt
Bandit wurde im Cyclone-Stil gebaut. Als Cyclone-Achterbahnen bezeichnet man Bahnen, die an den Cyclone im US-amerikanischen Vergnügungspark Lunapark auf Coney Island, Brooklyn (New York), erinnern. Die Bahn ist fast eine Eins-zu-Eins-Kopie der 1991 eröffneten Achterbahn Psyclone im Freizeitpark Six Flags Magic Mountain in Kalifornien.

## Züge
Als die Achterbahn 1999 als Wild Wild West eröffnete, waren ihre Züge von Intamin. 2001 wurden sie durch Züge von Premier Rides ersetzt. Bandit besitzt zwei Züge mit jeweils fünf Wagen. In jedem Wagen können sechs Personen (drei Reihen à zwei Personen) Platz nehmen.